# Torcy-le-Grand (Aube)
Torcy-le-Grand je francouzská obec v departementu Aube v regionu Grand Est. V roce 2011 zde žilo 434 obyvatel.

## Sousední obce
Arcis-sur-Aube, Le Chêne, Saint-Étienne-sous-Barbuise, Saint-Remy-sous-Barbuise, Torcy-le-Petit

## Vývoj počtu obyvatel
Počet obyvatel 